# Sharon Eyal
Sharon Eyal, född 1971 i Jerusalem, är en israelisk dansare, koreograf och grundare av danskompaniet L-E-V ("hjärta" på hebreiska).